# Geschiedenis van Aleppo

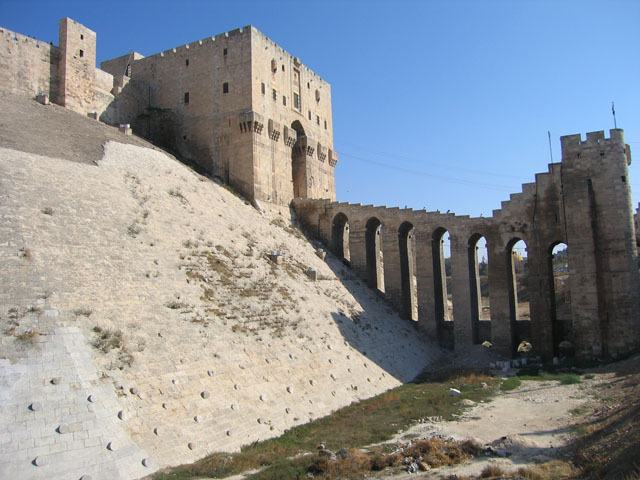
De citadel van Aleppo

Dit is een artikel over de geschiedenis van de stad Aleppo.

## Oudheid
Aleppo wordt voor het eerst genoemd in het 3e millennium v.Chr., als vazal van Ebla. In de 19e eeuw v.Chr. was het de hoofdstad van het Amoritische koninkrijk Yamkhad. In de 17e eeuw v.Chr. nam de Hettietenkoning Mursili I de stad in. Later werd Aleppo de hoofdstad van het Aramese koninkrijk van Bit Agusi.
Salmanasser III kon de stad in het Assyrische Rijk opnemen, dat daarmee opnieuw de Middellandse Zee bereikte. Vanaf 610 v.Chr. volgde een periode van Perzische heerschappij, tot de stad in 333 v.Chr. door Alexander de Grote werd bezet. Zijn opvolger Seleucus I Nicator hernoemde de stad in Beröa. Zij bleef in Seleucidische handen tot 64 v.Chr., toen Syrië door de Romeinen veroverd werd.

## Middeleeuwen
De stad werd een deel van het christelijke Byzantijnse Rijk. In 637 viel zij in Arabische handen. De heersende dynastie van de Omajjaden bouwde in het begin van de achtste eeuw de Grote Moskee van Aleppo.
Onder de Hamdaniden (944–1003) kende Aleppo een zekere onafhankelijkheid. In 962 werd de stad door de Byzantijnse keizer Nicephorus II heroverd. Vanaf 1023 werd zij door de Arabische Mirdasiden beheerst, tot zij in 1070 door de Turkse Seltsjoeken ingenomen werd.
In 1098 en in 1124 belegerden de kruisvaarders de stad, maar ze werd niet ingenomen. Onder Nur ad-Din (1128–1170) werd Aleppo het centrum van het verzet tegen de christenen. In 1148 beval deze dat elke christen in de stad zou worden gedood. Zijn zoon Nur ad-Din versterkte de stadsmuren, maar na diens dood viel Aleppo in handen van de Koerdische heerser Saladin. De dynastie van de Ajjoebiden die hij stichtte regeerde van 1176 tot 1260.
In 1260 was het de beurt van de Mongolen om de stad te veroveren en te verwoesten. Van 1260 tot 1516 was het een deel van het Mamlukkenrijk, waarna het werd ingenomen door het Ottomaanse Rijk.

## Nieuwe Tijd
In 1517 werd Aleppo een deel van het Ottomaanse Rijk. Het was in die tijd een relatief grote stad met 50.000 inwoners. Bij het einde van dat rijk lag het inwonertal op 125.000. Onder Frans koloniaal bestuur van Syrië (1920-1946) bloeide de stad weer even op, maar na het afstaan van de havenstad Antiochië aan Turkije in 1939 verloor zij haar rechtstreekse toegang tot de zee.
Op 17 oktober 1850 was de stad toneel van rellen, gericht tegen de christelijke minderheid in de stad. In 1947 vond in de stad een pogrom plaats, gericht tegen de Joodse gemeenschap in de stad. Tijdens de pogrom werd de oude synagoge van Aleppo in brand gestoken en raakte de zogeheten Codex Aleppo beschadigd. Ten minste 75 Joden werden vermoord.

### Syrische Burgeroorlog
Na het uitbreken van de Syrische Burgeroorlog in 2011 werd Aleppo het toneel van hevige gevechten tussen de rebellen en het Syrische leger. De stad raakte verdeeld tussen het orthodoxe oosten, dat in handen was van rebellengroepen, en het meer mondiale westen in regeringshanden. De Slag om Aleppo begon in juli 2012. Duizenden inwoners ontvluchtten de stad. De historische binnenstad werd door het oorlogsgeweld nagenoeg volledig verwoest. In juli 2015 stortte ook de 13e-eeuwse citadel, die door het Syrische leger als basis werd gebruikt, deels in als gevolg van een explosie. In 2017 werd de citadel weer voor het publiek geopend.
Op 30 november 2024 werd de stad bij een verrassingsaanval ingenomen door rebellengroepen. 